# آلفردو جانتی
آلفردو جانِـتی (انگلیسی: Alfredo Giannetti؛ ۱۶ آوریل ۱۹۲۴ – ۳۰ ژوئیهٔ ۱۹۹۵) فیلم‌نامه‌نویس و کارگردان اهل ایتالیا بود. وی همچنین برنده جوایزی همچون جایزه اسکار بهترین فیلم‌نامه غیراقتباسی شده است.

## بخشی از فیلمشناسی
- مرد راه‌آهن (۱۹۵۶)
- طلاق به سبک ایتالیایی (۱۹۶۱)
- ۱۸۷۰ (۱۹۷۱)